# Муруа, Педро
Педро Муруа Легисамон (исп. Pedro Murúa Leguizamon, баск. Pedro Murua Legizamon, 25 декабря 1930, Сан-Себастьян, Испания — 3 ноября 2019, там же) — испанский хоккеист (хоккей на траве), нападающий. Бронзовый призёр летних Олимпийских игр 1960 года.

## Биография
Педро Муруа родился 25 декабря 1930 года в испанском городе Сан-Себастьян.
В 1960 году вошёл в состав сборной Испании по хоккею на траве на Олимпийских играх в Риме и завоевал бронзовую медаль. Играл на позиции нападающего, провёл 6 матчей, забил 2 мяча (по одному в ворота сборных Бельгии и Новой Зеландии).
Умер 3 ноября 2019 года в Сан-Себастьяне.